# 藤崎桃子
藤崎 桃子（ふじさき ももこ、1992年8月29日 - ）は、日本の女性声優。千葉県出身。アミュレート準所属。旧芸名は高里 桃子（たかさと ももこ）。

## 経歴・人物
英語検定2級の資格をもち、軽い読み聞きなら可能。幼少期の習い事から英会話に楽しさを感じ、高校時代は英語に関わる仕事に就きたいと考えていた。しかし、オープンキャンパスで友人とともに声優体験をした際、プロの声優から「あなたすごくいい声してるわね。声優に向いてるかもしれないわね」と言われたことで声優に挑戦する意欲が湧き始める。更にその後、文化祭の演劇でメインヒロイン役を演じ、周囲からの評判もよく、芝居の楽しさも知ったことで声優を目指すことを決めた。高校卒業後は、専門学校と養成所（スクールデュオ15期生）に通った。
自身の芝居がどこまで通用するかオーディションを探していたとき、千葉県柏市の市民団体「できる街プロジェクト」によるご当地Flashアニメ『超普通都市カシワ伝説』のオーディションを見付け、元々柏の近くに住んでいて縁のある地域の作品だったこともあってオーディションに参加。担当を希望していた田野ながれ役に合格し、自身にとって役をもらったのは本作が初めてとなった。なお、合格時は坂田桃子名義だった。
2016年より高里桃子名義でアクロスエンタテインメントに所属していたが、2020年10月末をもってアクロスエンタテインメントを退所。2021年4月1日よりアミュレートに準所属となり、それに伴い芸名を藤崎桃子に変更した。
特技はヴェノーヴァやクラリネットの演奏。コスメ、猫、K-POPを好む。また、子供が好きで、「子供が夢見る対象になりたい」という想いから、将来は「子供向けのアニメに出たい」と目標を掲げている。

## 出演
太字はメインキャラクター。

### テレビアニメ
- 幕末Rock（2014年）　※坂田桃子名義
- パックワールド（2014年、ゴースト）　※坂田桃子名義
- デビルズライン（2018年、テレビ音声、女、乗客）
- 妖怪ウォッチ シャドウサイド（2018年、合唱団）
- 超普通シリーズ（2020年 - 2024年、田野ながれ） - 2シリーズ[一覧 1]
- 遊☆戯☆王SEVENS（2022年）
- B-PROJECT〜熱烈*ラブコール〜（2023年、女性）

### 劇場アニメ
- 映画 妖怪ウォッチ シャドウサイド 鬼王の復活（2017年、トウマの友達）
- 映画 妖怪学園Y 猫はHEROになれるか（2019年）

### Webアニメ
- 超普通シリーズ（2016年 - 2019年、田野ながれ） - 2シリーズ[一覧 2]

### ゲーム
2010年代
- 円環のパンデミカ code-S-（2016年、橘ナツキ）
- 誰ガ為のアルケミスト（2017年、プリシラ）
- 快感♥フレーズ CLIMAX -NEXT GENERATION-（2019年、犬塚弥来 他）

2020年
- 絵師神の絆（九尾の狐）
- キューピット・パラサイト

2021年
- セブンナイツ（バエル）
- 未定事件簿（2021年 - 2022年、江口沙耶、カラリス、森月都）
- B-PROJECT 流星＊ファンタジア

2022年
- 黒い砂漠（アトイ、チャーヤ、ズバヤ、ビヤンバー 他）
- レジェンド&ヒーローズ（アテナ）
- 百戦錬磨〜強者の戦国〜（濃姫）
- It Takes Two（ジョイ 他）

### 吹き替え

#### 映画
- 少年探偵マックスとハチャメチャ3人組（ドイツ語版）（2022年、ラウラ[27]）
- ビューティフル・ヴァンパイア（朝鮮語版）（2022年、ファン・ジニ〈ホン・ビラ（朝鮮語版）〉[28]）

#### アニメ
- ヘアドアブルズ（レイン、ネイラ）

### テレビ番組
- 放送大学授業映像「遠隔学習のためのパソコン活用」（2017年、放送大学BS1） - 朝比奈遥 役[29]
- 声優養成所 サタラーナZ（2018年、Kawaiian TV）

### Webドラマ
- 扉の向こう 304号室（2019年8月4日、Hulu） - 二階堂忍が開発中のAI 役（声の出演）[30]

### 映画
- ラストコップ THE MOVIE（2017年5月3日公開、松竹） - マザーコンピューターコスモス 役（声の出演）

### ナレーション
- 「ラストコップ THE MOVIE」唐沢寿明・窪田正孝・出川哲朗の近未来コント・ドラマ「AIのむきだし」（2017年）
- 職業能力開発総合大学校 教材資料

### その他コンテンツ
- 職業能力開発総合大学校 教材資料（並木カナ） ※実写モデル
- 音楽朗読劇 READING HIGH 第3回公演「Chevre Note」〜Story from Jeanne d’Arc〜 協力[31]